# Steven M. Stanley
Steven M. Stanley, född 2 november 1941, är en amerikansk geolog, paleontolog och evolutionsbiolog. Han är mest känd för sin forskning om så kallad avbruten jämvikt.

## Akademisk karriär
Efter kandidatexamen i geologi vid Princeton University 1963 avlade Stanley doktorsexamen i samma ämne vid Yale University 1968. Året därpå, 1969, började han forska och undervisa i geologi vid Johns Hopkins University. Han blev professor vid Johns Hopkins University 1974, när han var 32 år gammal. 2005 flyttade han till Hawaii och blev professor i paleobiologi vid University of Hawaii.
Stanley har undervisat i bl.a. paleontologi, jordens historia, makroevolution och darwinism.

## Utmärkelser
Stanley har tilldelats ett stort antal priser och andra hedersbetygelser för sin forskning, bland annat Guggenheim-stipendiet (1980), The Paleontological Society Medal (2007), och Penrosemedaljen (2013). Han är ledamot av National Academy of Sciences och American Academy of Arts and Sciences.